# Robert Lee Moore
Robert Lee Moore (Dallas, 14 de novembro de 1882 — Austin, 4 de outubro de 1974) foi um matemático estadunidense.
Conhecido por seu trabalho em topologia geral e o método de Moore de ensinar matemática universitária.

## Vida
Embora o pai de Moore tenha sido criado na Nova Inglaterra e seus ancestrais fossem também da Nova Inglaterra, lutou na Guerra de Secessão ao lado da Confederação. Após a guerra teve uma loja de ferragens em Dallas, e teve seis filhos, sendo Robert o terceiro.
Moore entrou na Universidade do Texas em Austin com apenas 16 anos de idade, em 1898, já sabendo cálculo graças ao auto estudo. Completou o curso em três anos ao invés dos usuais quatro anos. Dentre seus professores estavam George Bruce Halsted e Leonard Eugene Dickson. Após lecionar um ano, lecionou em uma escola em Marshall (Texas) durante um ano.
Uma tarefa de Halsted levou Moore a provar que um dos axiomas de Hilbert para a geometria era redundante. Quando Eliakim Hastings Moore (que não era seu parente), que era chefe do Departamento de Matemática da Universidade de Chicago, e cujas interesses de pesquisa eram os fundamentos da geometria, soube da façanha de Moore, conseguiu uma bolsa de estudos que permitiu a Robert estudar para o doutorado em Chicago. Oswald Veblen foi seu orientador, com a tese Sets of Metrical Hypotheses for Geometry.
Moore lecionou então durante um ano na Universidade do Tennessee, dois anos na Universidade de Princeton e três anos na Universidade Northwestern. Em 1910 casou com Margaret MacLelland Key de Brenham, Texas; eles não tiveram filhos. Em 1911 obteve um posto na Universidade da Pensilvânia.
Em 1920 Moore retornou à Universidade do Texas em Austin como professor associado, sendo promovido a professor integral três anos depois. Em 1951 passou a receber a metade do salário, mas continuou a lecionar suas cinco turmas habituais por ano, incluindo uma seção de cálculo para calouros, até que a autoridades universitárias o forçaram sua aposentadoria definitiva em 1969, quando tinha 87 anos de idade. Em 1973 a Universidade do Texas o homenagearam dando o nome Moore Hall a uma nova edificação abrigando os departamentos de física, matemática e astronomia.
Um forte apoiador da American Mathematical Society, da qual foi presidente em 1936–38. Editou seu Colloquium Publications, em 1929–1933, sendo editor chefe em 1930–1933. Em 1931 foi eleito para a Academia Nacional de Ciências dos Estados Unidos.

## Topologista
De acordo com a bibliografia em Wilder, Moore publicou 67 artigos e uma monografia, Foundations of Point Set Theory (1932). Ele é lembrado principalmente por seu trabalho nas fundações da topologia, um tópico que ele primeiramente tratou em sua tese. Na época em que Moore retornou à Universidade do Texas, ele havia publicado 17 artigos sobre a topologia de um conjunto de pontos - um termo que ele cunhou - incluindo seu artigo de 1915 "On a set of postulates which suffice to define a number-plane," dando um sistema de axiomas para a topologia do plano. São nomeados em sua honra: plano de Moore, espaço de Moore e a conjectura do espaço de Moore.